# Трайко Лопарски
Трайко Лопарски (на сръбски: Трајко Лопаревић; на македонска литературна норма: Трајко Лопарски) е политик от Кралството на сърби, хървати и словенци, кмет на град Куманово.

## Биография
Роден е в североизточномакедонския град Куманово. Занимава се с търговия и е богат и популярен човек. Собственик е на търговски обекти и кръчми, между които и кафенето „Стара баня“ в Проевце, където има голям имот. Той е сред основателите на мелницата „Жеглигово“. На парламентарните избори в 1939 година е заместник-кандидат от листата на Югославската радикална общност. От 22 февруари 1939 година до 20 ноември 1940 година е кмет на Куманово. След войната е осъден от военен съд на 15 години принудителен труд.